# Colias aquilonaris
Colias aquilonaris är en fjärilsart som beskrevs av Grum-grshimailo 1899. Colias aquilonaris ingår i släktet Colias och familjen vitfjärilar. Inga underarter finns listade i Catalogue of Life.